# Pablo Fabregat
Pablo Fabregat (Uruguay, 4 de abril de 1981) es un presentador de televisión, humorista y locutor uruguayo. También es conocido por su caracterización de «Tío Aldo» en obras y programas de radio y televisión.  

## Biografía
Estudió Ciencias de la Comunicación en la Universidad Católica del Uruguay. Comenzó en radio en 2003 en el programa Caras y más caras en Océano FM. Luego del final del mismo en 2006, se sumó a Abrepalabra y Segunda pelota en la misma emisora, donde trabajó hasta 2016.
Sus primeras participaciones televisivas fueron en los programas La culpa es nuestra (2007), Móviles (2007) y Se mira y no se toca (2008), por Canal 10.
Entre 2014 y 2018 condujo junto a Cecilia Bonino el programa de archivos Sonríe, te estamos grabando por Teledoce, y su spin-off Sonríe con nosotros. Repitieron la dupla años después en el programa de entrevistas Algo que decir. También fue panelista del magacín Desayunos informales en su primera mañana desde 2015 hasta 2018.
En 2017 se sumó a Del Sol FM donde coconduce el programa La mesa de los galanes, junto a Jorge Piñeyrúa, Rafa Cotelo, Gonzalo Delgado, Leo Pacella y Maxi Guerra, y Quién te dice junto a Gonzalo Delgado y Majo Borges.
En 2020 condujo Quedate en casa junto a Manuela da Silveira, programa de entretenimientos por la Pandemia por COVID-19. Desde ese mismo año conduce Poné Play, adaptación del formato francés Le Grand Blind test, en su caracterización de Tío Aldo.
Fue galardonado con el Premio Legión del Libro otorgado por la Cámara Uruguaya del Libro.

## Programas

### Radio
- Caras y más caras (2003-2006)
- Abrepalabra (2007-2016)
- Segunda pelota (2008-2016)
- La mesa de los galanes (2017 -)
- Quién te dice (2017 -)

### Televisión
- La culpa es nuestra (2007)
- Móviles (2007)
- Se mira y no se toca (2008)
- Sonríe, te estamos grabando (2014-2018)
- Desayunos informales (2015-2018)
- Algo que decir (2018 -)
- Quedate en casa (2020)
- Poné Play (2020 -)